# Wereldkampioenschap dammen 1981 (match)

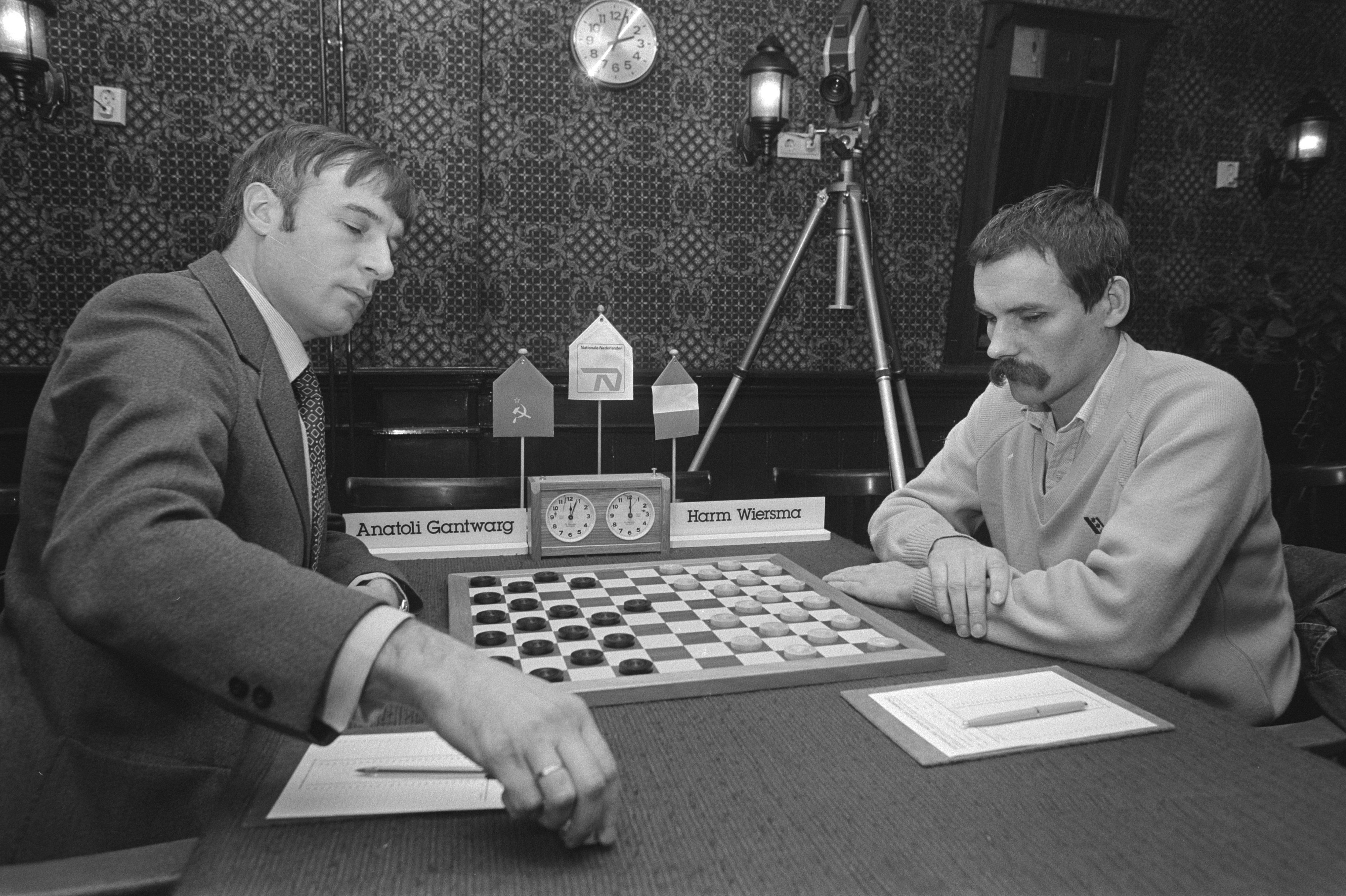
Gantvarg (l) en Wiersma tijdens de match.

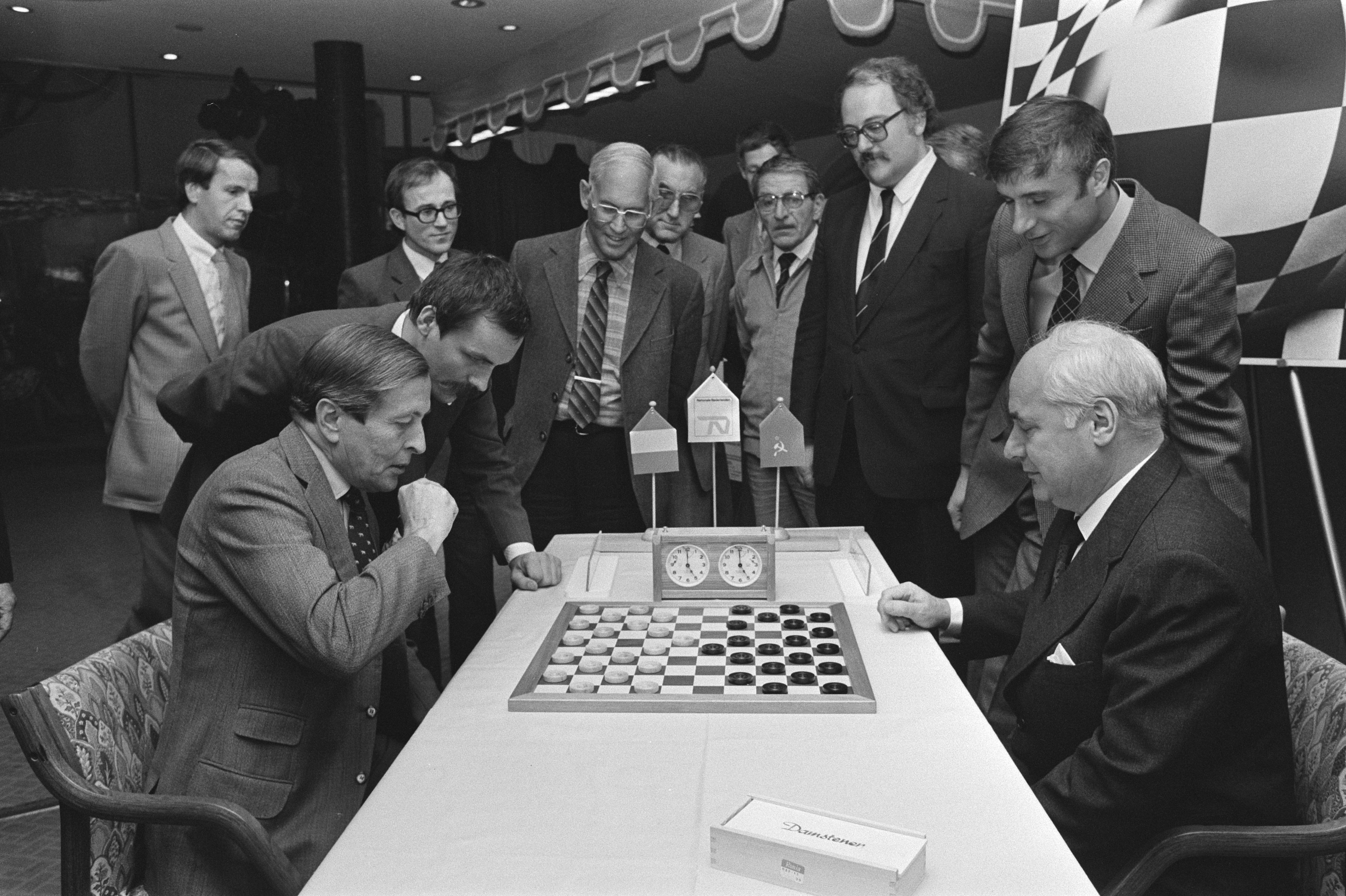
Claus speelt een dampartij tegen de Russische ambassadeur onder begeleiding van de beide matchspelers.

De match om het wereldkampioenschap dammen 1981 werd van 2 t/m 29 november 1981 op diverse locaties in Nederland gespeeld door titelverdediger Anatoli Gantvarg en Harm Wiersma. 
De match bestond uit 20 partijen waarvan Wiersma de 15e en 17e partij won en de overige partijen in remise eindigden. 
Wiersma won de match dus met 22 - 18 en behaalde daarmee zijn derde wereldtitel. 

## Resultaten
| Rang | Land | Naam             | 1 | 2 | 3 | 4 | 5 | 6 | 7 | 8 | 9 | 10 | 11 | 12 | 13 | 14 | 15 | 16 | 17 | 18 | 19 | 20 | punten |
| ---- | ---- | ---------------- | - | - | - | - | - | - | - | - | - | -- | -- | -- | -- | -- | -- | -- | -- | -- | -- | -- | ------ |
| 1    | NED  | Harm Wiersma     | 1 | 1 | 1 | 1 | 1 | 1 | 1 | 1 | 1 | 1  | 1  | 1  | 1  | 1  | 2  | 1  | 2  | 1  | 1  | 1  | 22     |
| 2    | URS  | Anatoli Gantvarg | 1 | 1 | 1 | 1 | 1 | 1 | 1 | 1 | 1 | 1  | 1  | 1  | 1  | 1  | 0  | 1  | 0  | 1  | 1  | 1  | 18     |